# Antanartia
Antanartia (лат.) — род дневных бабочек подсемейства Nymphalinae семейства Nymphalidae. Впервые обнаружен в южной Африке в 1903 году.
Данный род бабочек обитает в Африке.
Преимущественно обитают на лесных опушках.

## Систематика
В состав рода входят следующие виды
- Род Antanartia
  - Вид Antanartia borbonica (Oberthür, 1880)
    - Подвид Antanartia borbonica borbonica
    - Подвид Antanartia borbonica mauritiana

  - Вид Antanartia delius (Drury, 1782)
    - Подвид Antanartia delius delius
    - Подвид Antanartia delius guineensis

  - Вид Antanartia dimorphica (Howarth, 1966)
    - Подвид Antanartia dimorphica dimorphica
    - Подвид Antanartia dimorphica aethiopica
    - Подвид Antanartia dimorphica comorica
    - Подвид Antanartia dimorphica mortoni

  - Вид Antanartia hippomene (Hübner, 1823)
    - Подвид Antanartia hippomene hippomene
    - Подвид Antanartia hippomene madegassorum

  - Вид Antanartia schaeneia (Trimen, 1879)
    - Подвид Antanartia schaeneia schaeneia
    - Подвид Antanartia schaeneia dubia
    - Подвид Antanartia schaeneia diluta

## Галерея

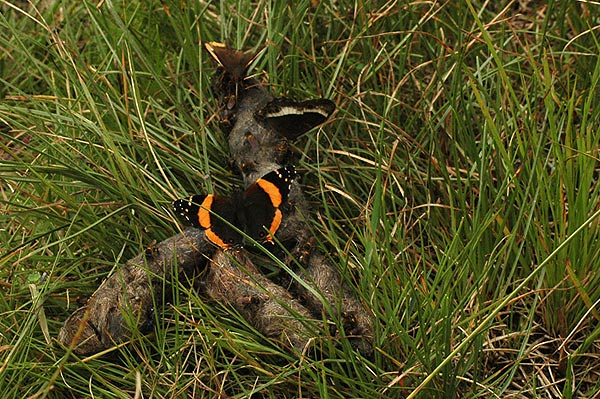
Antanartia schaeneia